# KVV Heusden-Zolder
Der Koninklijke VV Beringen-Heusden-Zolder ist ein belgischer Fußballverein aus Heusden-Zolder und Beringen in der belgischen Provinz Limburg in Flandern. Der Verein spielt nach dem Abstieg und den Lizenzentzügen in den letzten Jahren in der dritten Liga Belgiens. Die Vereinsfarben sind grün-weiß.

## Allgemeines
Der Verein wurde 1936 als SK Heusden gegründet. Gleich danach wurde der Name in KSK Heusden umbenannt. 1997 spielte der Verein das erste Mal in der dritthöchsten Spielklasse Belgiens. Zwei Jahre später fusionierte der Verein mit dem KFC Helzold zu KSK Heusden-Zolder. 2000 durfte der Verein das erste Mal in der zweithöchsten Liga Belgiens ran. Zwei Jahre später ging der Erfolgslauf weiter und der Verein spielte in der Jupiler League, der höchsten belgischen Spielklasse. In ihrer ersten Saison wurde der Verein auf Anhieb fünfter. Das Team war das bisher am meisten wachsende und verbesserte Team Belgiens aller Zeiten, mit fünf Aufstiegen in den letzten zehn Jahren. 2003 kam der erste Abstieg und der Verein musste wieder in der zweiten Liga ran. 2005 wurde der Name in KVV Beringen Heusden-Zolder umbenannt. In diesem Jahr kam es auch zum Lizenzentzug für die zweite Liga, also musste der Verein seit dieser Zeit in der dritthöchsten Spielklasse Belgiens spielen. Anfang 2006 wurde der Verein vorübergehend aufgelöst, und seit dem April dieses Jahres spielt der Berkenbos VV unter dem Namen Koninklijke VV Beringen-Heusden-Zolder, in der dritten Liga Belgiens.

## Bekannte ehemalige Spieler
- Frederic Dupre, Mittelfeldspieler
- Mike Okoth, Stürmer, kenianischer Nationalspieler
- Takayuki Suzuki, Stürmer
- Souleymane Oulare, Stürmer, guineischer Nationalspieler
- Igor de Camargo, Stürmer
- Mike Mampuya, Mittelfeldspieler
- Stijn Haeldermans, Mittelfeldspieler
- Ousmane N’Gom Camara, Mittelfeldspieler, guineischer Nationalspieler
- Dennis Souza, Abwehrspieler, aktuell tätig beim FC Wiltz 71
- Edem Atsou, Abwehrspieler, togolesischer Nationalspieler
- Logan Bailly, Torhüter, aktuell tätig bei Celtic Glasgow
- Robert Souleymane, Stürmer, togolesischer Nationalspieler
- Désiré Mbonabucya, Stürmer ruandischer Nationalspieler
- Cedric Olondo, Stürmer
- Stefan Teelen, Abwehrspieler, ehemaliger belgischer U-21 Nationalspieler
- Marc Eberle, Abwehrspieler (2005)